# Victor Franck (starší)

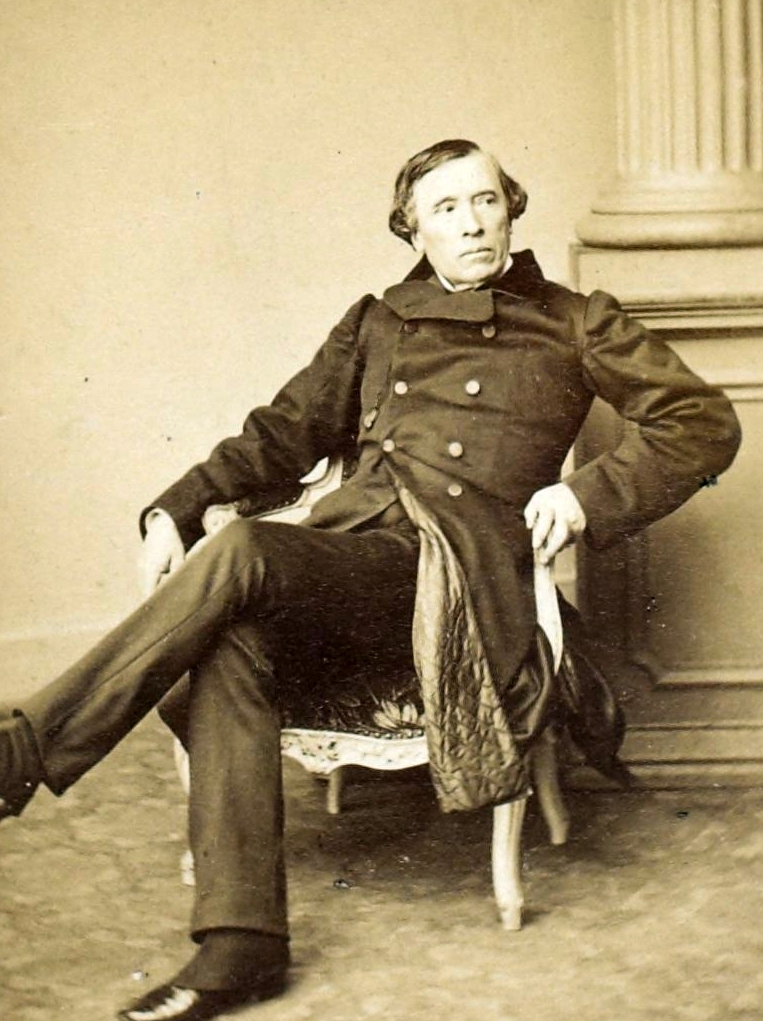
Victor Franck: Edmond Geffroy, 1860

Victor Franck (25. července 1822 Saint-Dié-des-Vosges – 29. září 1879, tamtéž) byl francouzský fotograf.

## Životopis
Victor se narodil jako syn Samuela Francka (1786–1844) a Françoise Antoinetty Daumale (1791–1856). Nejprve pracoval jako malíř bytů v Saint-Dié a po čase v Saint-Dié založil fotografickou dílnu na adrese rue de la Concorde 31. V prvním manželství s Marií Stoquertovou (1826–1851), rodačkou z Nompatelize, měli dceru Marii-Victorine (1850), poté ovdověl a ve druhém manželství s Marií-Salomé Bazweilerovou, měl syna, fotografa Victora Francka (1852–1907).

## Profesionální fotograf
Od svých třiceti let byl Victor Franck odborníkem na fotografii, specialistou na kolodiový tisk, pečlivě vyráběl své skleněné desky potažené touto látkou, která zadržuje emulgované stříbrné soli. Kombinací profesionálních schopností se skutečným uměleckým talentem, podle ohromeného vědeckého pozorovatele Henryho Bardyho, vynikal v portrétech tím, že ovládal někdy až virtuální osvětlení a techniky pozadí. Je také skutečným „malířským fotografem“, protože dokázal retušovat, miniaturizovat či zvětšovat a především gravírovat portréty podle přání svých zákazníků. Jako průkopník produkoval stereoskopické pohledy na krajinu. Své dílo prezentoval na Světové výstavě v roce 1867 v Paříži, poté byl pozván na průmyslové výstavy v Marseille a Bruselu.
Jeho syn Victor, vyškolený v řemeslné dílně, byl také expertem na fotografii od útlého věku. Na přání svého otce studoval na průmyslové škole Mulhouse, přizpůsobil se rychlému technickému pokroku své doby a specializoval se na vrstvené desky. Želatina s bromidem stříbrným se ukázala jako mnohem stabilnější a pohodlnější pro použití a později také pro instantní fotografii. Tyto práce prováděl pod bedlivým dohledem svého otce, který byl ohromen novými stabilními, praktickými technikami, které byly mnohem méně náročné na provedení.
Syn k tomu přidal specializaci cestujícího fotografa, specializující se na reportáže a krajiny, venkovský svět, vojenské výjevy, pouliční a tržní výjevy, procesí a průvody... Nastoupil po něm jako vedoucí dílny krátce před otcovou smrtí v roce 1879. Tedy dávno před koncem 19. stol století, pověst dílny Victora Francka v Grande rue 66 (nyní ulice Thiers) v Saint-Dié, byla na celostátní úrovni.
Dílo dnes běžně charakterizuje velké množství portrétů žen, často uchovávaných pro módu krinolínových šatů nebo různých dnes exotických účesů, ale také skupinových portrétů dětí, významných osobností nebo místních vojáků. Victor Franck starší po sobě zanechal také vzácné stereoskopické záběry krajin.